# Forum Allgäu
Das Forum Allgäu ist ein Einkaufszentrum in Kempten (Allgäu). Es wurde 2003 in der südlichen Innenstadt fertiggestellt. Eigentümer und Betreiber des Einkaufszentrums ist ECE Projektmanagement und die Familie Feneberg.
Errichtet wurde das Forum Allgäu auf dem ehemaligen Gelände des 1969 verlegten Hauptbahnhofs. Nach jahrelanger Planung wurde im November 2001 mit dem Bau des größten Einkaufszentrums des Allgäus begonnen. Am 10. September 2003 wurde das Einkaufszentrum eröffnet.
Auf 23.000 m² Verkaufsfläche sind über drei Geschosse Einzelhandel und Gastronomie verteilt. In einem Einzugsgebiet von fünf Fahrminuten gibt es etwa 46.000 potentielle Kunden, im erweiterten Gebiet von 15 bis 30 Fahrminuten insgesamt 248.000 potentielle Käufer.
Auf dem August-Fischer-Platz befindet sich ein Brunnen, der auf einem Entwurf des Künstlers Max Schmelcher basiert. Der Brunnen war ursprünglich für den Großen Kornhausplatz vorgesehen, nahm dort aber zu viel Platz ein. Nach einer Senkung der Kosten durch den Verzicht auf zwei Granitbögen wurde er am Forum aufgebaut.

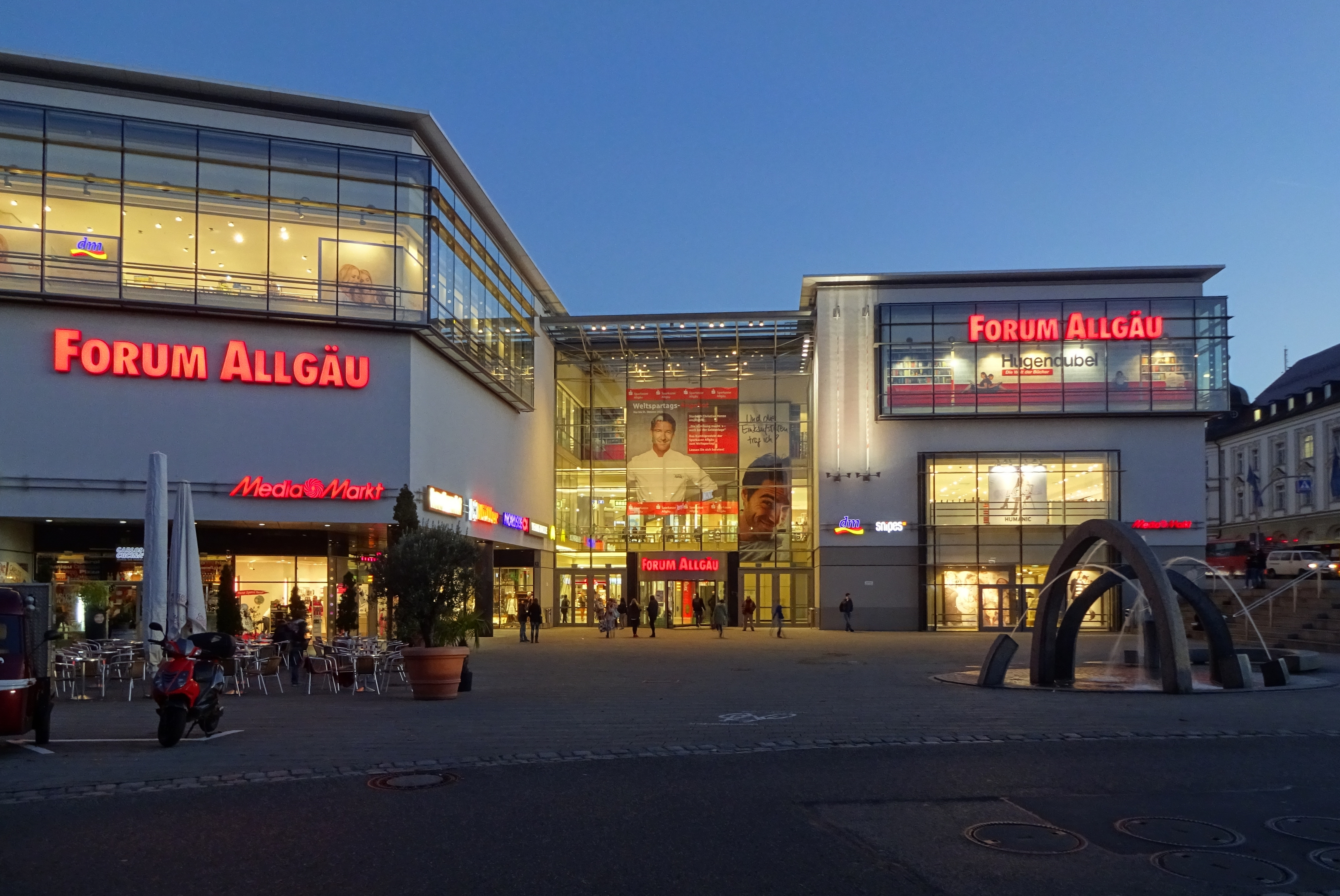
Das Forum Allgäu zur blauen Stunde
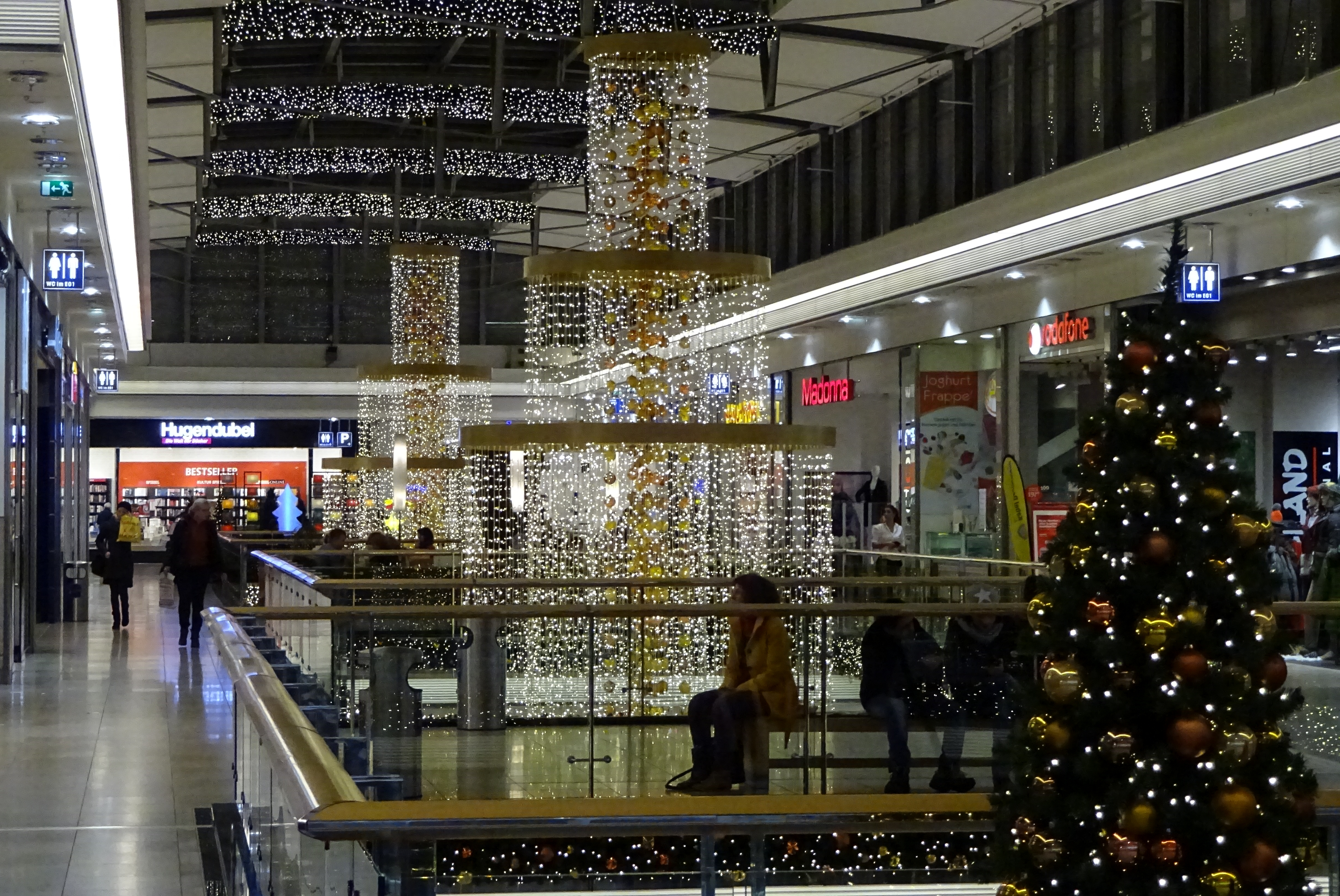
Einkaufspassagen mit weihnachtlicher Dekoration
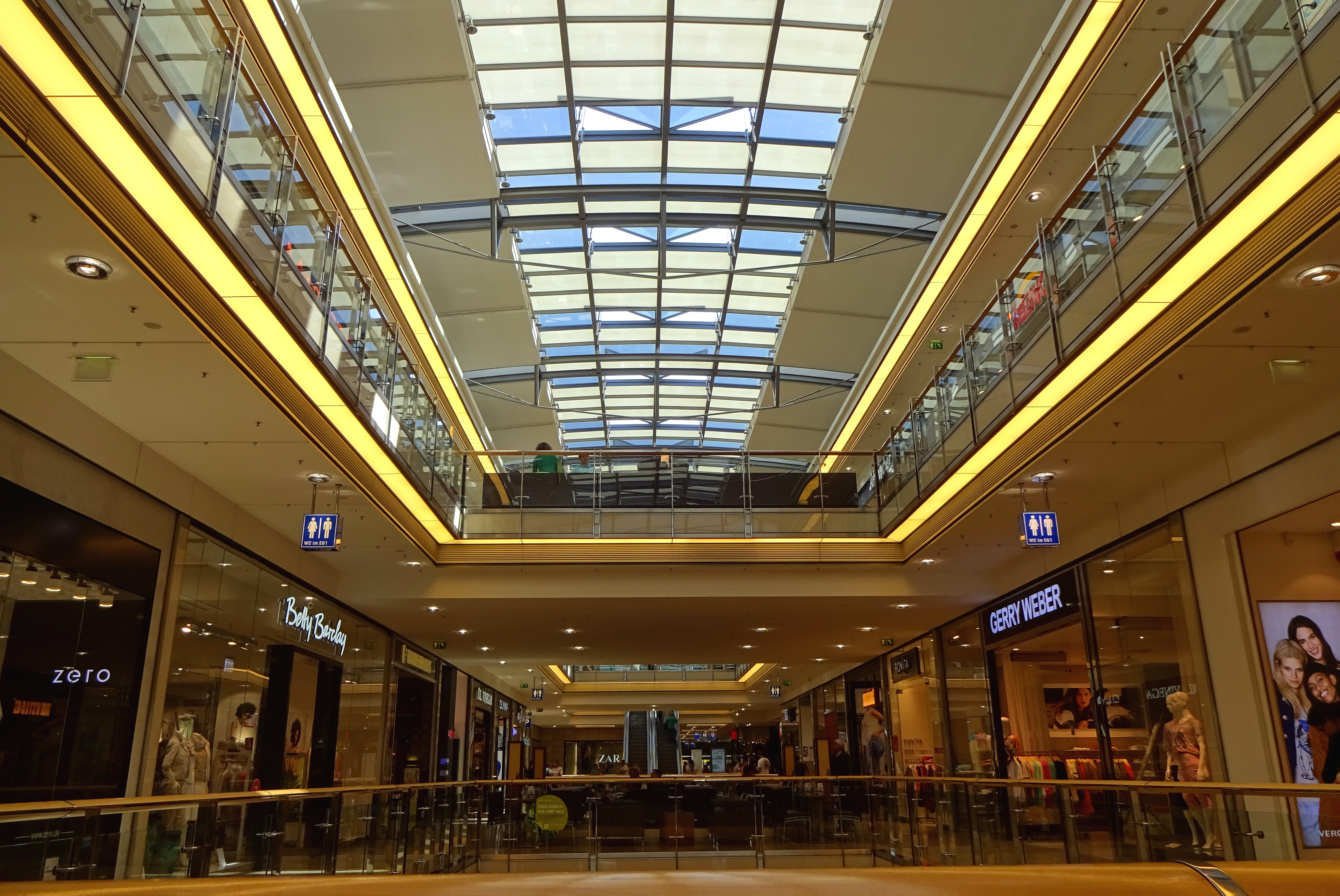
Dachkonstruktion